# آخرین هشدار چین
 «آخرین هشدار چین» (روسی: Последнее китайское предупреждение) یک ضرب‌المثل روسی است که از اتحاد جماهیر شوروی سابق سرچشمه گرفته‌است و به طعنه برای اشاره به هشداری استفاده می‌شود که هیچ پیامد واقعی ندارد.

## اصل و نسب
روابط بین جمهوری خلق چین و ایالات متحده آمریکا در طول دهه‌های ۱۹۵۰ و ۱۹۶۰ به دلیل مسائل تنگه تایوان تیره شد. جت‌های جنگنده نظامی آمریکایی به‌طور منظم در تنگه تایوان گشت‌زنی می‌کردند، که منجر به اعتراضات رسمی توسط حزب کمونیست چین در قالب «اخطار نهایی» برای مانورهای جنگنده آنها در این تنگه شد. با این حال، هیچ پیامد واقعی برای نادیده گرفتن «اخطارهای نهایی» داده نشد.
جمهوری خلق چین اولین «اخطار نهایی» خود را به ایالات متحده برای پروازهای شناسایی خود در ۷ سپتامبر ۱۹۵۸ در جریان بحران دوم تنگه تایوان اعلام کرد. در آن زمان، ایالات متحده جمهوری چین را تنها نماینده قانونی چین می‌دانست و پروازهای شناسایی را در آب‌های تحت کنترل جمهوری خلق چین انجام می‌داد. جمهوری خلق چین چنین حوادثی را ثبت کرد و برای هر حادثه «اخطار نهایی» را از طریق مجاری دیپلماتیک صادر کرد. بیش از ۹۰۰ «آخرین هشدار» چینی تا پایان سال ۱۹۶۴ صادر شده بود.

## استفاده مدرن از این عبارت
پس از فروپاشی اتحاد جماهیر شوروی، این ضرب‌المثل به عنوان یک عبارت متداول استعاری در کشورهای پس از شوروی باقی ماند. این اصطلاح در استونی نیز به‌طور گسترده استفاده می‌شود.